# Olof Kahlmeter
Olof Thore Gunnar Kahlmeter, född 30 juni 1923 i S:t Johannes församling, Stockholm, död 6 juni 2003 i S:t Nikolai församling, Halmstad, var en svensk läkare.
Kahlmeter, som var son till professor Gunnar Kahlmeter och Gertie Lindman, avlade studentexamen 1942, blev medicine kandidat vid Karolinska Institutet 1945 och medicine licentiat där 1950. Han var auskultant och vikarierande underläkare på Norrtulls barnsjukhus och vid barnkliniken på Karolinska sjukhuset 1950–1951, underläkare vid barnavdelningen på Landskrona lasarett 1952–1954, vikarierande underläkare på Epidemisjukhuset i Stockholm 1954–1956, förste underläkare 1957–1961 och överläkare vid infektionskliniken vid Halmstads lasarett sedan 1961. Han var specialist inom klinisk epidemiologi och akuta infektionssjukdomar samt barnaålderns invärtes sjukdomar. Han var sekreterare i Hallands läkareförening 1965. Kahlmeter författade skrifter i epidemiologi.